# بات سبنس
بات سبنس (بالإنجليزية: Pat Spence)‏ كان لاعب كرة مضرب جنوب أفريقي. كما أنه أحد أبطال الجراند سلام حيث فاز ببطولة ويمبلدون.

## بطولات حققها
- دورة رولان غاروس الدولية
- بطولة ويمبلدون

## النهائيات

### الزوجي المختلط (الألقاب 2)
| الحصيلة | السنة | البطولة                  | الأرضية | الشريك        | المنافس                         | النتيجة       |
| ------- | ----- | ------------------------ | ------- | ------------- | ------------------------------- | ------------- |
| الفوز   | 1928  | بطولة ويمبلدون           | عشبية   | إليزابيث ريان | دافني أخورست جاك كراوفورد (تنس) | 7–5, 6–4      |
| الفوز   | 1931  | دورة رولان غاروس الدولية | ترابية  | بيتي ناتال    | دوروثي شيبارد بارون باني أوستن  | 6–3, 5–7, 6–3 |

## روابط خارجية
- بات سبنس على موقع رابطة محترفي التنس (الإنجليزية)
- بات سبنس على موقع الاتحاد الدولي لكرة المضرب (الإنجليزية)
- بات سبنس على موقع كأس ديفيز (الإنجليزية)
- بات سبنس على موقع أرشيف التنس.كوم (الإنجليزية)
- بات سبنس على موقع بطولة ويمبلدون (الإنجليزية)
- بات سبنس على موقع خلاصة التنس.كوم (الإنجليزية)
- بات سبنس على موقع أوليمبيديا (الإنجليزية)